# Catholic Answers
Catholic Answers (česky Katolické odpovědi) je katolická advokační skupina se sídlem v kalifornském El Cajonu. Označuje se za největší laický apoštolát katolické apologetiky a evangelizace ve Spojených státech. Vydává dvouměsíčník Catholic Answers Magazine, který se zaměřuje na katolickou pomoc, náboženskou formaci a apologetiku, a také webové stránky catholic.com. Vydává také rozhlasový pořad Catholic Answers Live, který odpovídá na dotazy volajících na různá témata týkající se učení a praxe katolické církve. Pořad Catholic Answers Live je vysílán v rozhlasové síti EWTN.

## Historie
Organizace Catholic Answers byla založena v roce 1979 Karlem Keatingem jako reakce na fundamentalistickou protestantskou církev v San Diegu, která šířila protikatolickou propagandu ve formě letáků umístěných na autech katolíků navštěvujících mši. Nejprve napsal skromný traktát s názvem „Catholic Answers“ (Katolické odpovědi), aby se postavil argumentům, které viděl v protikatolických traktátech. Rozšiřoval jej na předních sklech aut na parkovišti fundamentalistického protestantského kostela. Díky ohlasům, které tento traktát vyvolal, vydal dalších 24 traktátů. V roce 1988 ukončil svou právnickou praxi a proměnil Catholic Answers v apoštolát na plný úvazek, s kanceláří a zaměstnanci na plný úvazek.
Podle odhadů z října 2012 navštíví webové stránky Catholic.com přibližně 471 000 návštěvníků měsíčně.

## Personál
Mezi apologety, kteří pracovali pro Catholic Answers, patří Trent Horn, Tim Staples, Karlo Broussard, Joe Heschmeyer a Jimmy Akin.